# Chill (jeu de rôle)
Pour les articles homonymes, voir Chill.
Chill est un jeu de rôle d'horreur contemporaine publié pour la première fois par l'éditeur américain Pacesetter Ltd en 1984. Il est basé sur une mécanique simple et un univers horrifique peuplé entre autres de vampires, de loups-garous et de fantômes.

## Historique éditorial
Le jeu, écrit par Mark D. Acres, Gali Sanchez, Ethan Sharp, Garry Spiegle, Michael Williams, est d'abord édité aux États-Unis par Pacesetter Ltd en 1984. Il sort peu après en France, traduit par Jérôme Bohbot et édité par Schmidt Spiele.
En 1986, Pacesetter cesse toute activité et Chill n'est plus édité aux États-Unis jusqu'en 1990, année où Mayfair Games rachète le titre et sort une seconde édition, écrite par David Ladyman, Jeff R. Leason, Louis J. Prosperi. Après trois années, en 1993, Mayfair Games cesse toute activité dans le domaine du jeu de rôle pour se concentrer sur les jeux de plateau.
En 1994, l'éditeur Oriflam sort la seconde édition de Chill en français, traduite par Arnaud Dumusois.
Fin 2012, la propriété intellectuelle ainsi que tous les droits de Chill sont vendus par Mayfair Games, Inc. à un couple de Canadiens du nom de Martin Caron et Renée Dion.
En avril 2015 paraît la troisième édition du jeu, chez l'éditeur Growling Door Games, dont une version française sort en 2017 chez A.K.A. Games, à la suite d'une campagne de financement participatif. 

## Extensions
En France, entre 1984 et 1995, puis à partir de 2017, plusieurs suppléments sont publiées pour Chill :

### 1re édition
- Chill - Extension au jeu d'épouvante, supplément de règles et de contexte (1986), Schmidt Spiele;
- La Nuit de Thoutmès, scénario (1986), Schmidt Spiele ;
- Le Bayou de la Mort, scénario (1986), Schmidt Spiele ;
- Tournée Mortelle, scénario (1986), Schmidt Spiele ;
- Vampires, supplément (1986), Schmidt Spiele ;
- Le Village du Crépuscule, scénario (1987), Schmidt Spiele ;
- Le Rôdeur de la Lande, scénario (1987), Schmidt Spiele ;
- La Vengeance de Dracula, scénario (1987), Schmidt Spiele.

### 2e édition
- De Chair et de Sang, scénario (1994), Oriflam ;
- Écran du Maître de Jeu, écran (1994), Oriflam ;
- Lycanthropes, supplément et scénarios (1995), Oriflam.

### 3e édition
- Guide de la SAVE, supplément (2017), AKA Games ;
- Monstres, supplément (2017), AKA Games ;
- Ecran (2018), AKA Games.

## Univers
Dans notre monde, les créatures surnaturelles comme les vampires, les loups-garous, les fantômes existent réellement. Elles proviennent d'une dimension parallèle appelée l'Inconnu et ont pour but de dominer notre planète. Cependant, des humains ont découvert leur existence et se sont regroupés pour les étudier et lutter contre ces dernières. C'est ainsi qu'est née la S.A.U.V.E. (S.A.V.E. en anglais). Cette organisation secrète envoie partout dans le monde des agents pour mener des enquêtes et mettre fin à une menace s'il y a un danger. Les joueurs incarnent ces agents et doivent résoudre les intrigues présentées par le « Maître de l'Horreur », nom du conteur donné dans ce jeu.